# Patricio Lynch
Patricio Javier de los Dolores Lynch Solo de Zaldívar, Patricio Lynch (Santiago do Chile, 1 de dezembro de 1824 - alto-mar, próximo de Tenerife, 13 de maio de 1886) foi vice-almirante da marinha chilena, general-em-chefe do exército de ocupação do Peru e ministro plenipotenciário do Chile na Espanha.
Foi o quinto vice-almirante chileno, nomeado em 8 de agosto de 1883. Apelidado, no Chile, como "Último vice-rei do Peru" pela suas atividades e operações realizadas nesse país. Filho de Estanislao Lynch Roo (argentino de origem irlandesa) e de Carmen Solo de Zaldívar Rivera. Iniciou sua carreira na Escola Militar, da qual passou para a marinha aos 13 anos. Participou na guerra contra a Confederação Peru-Boliviana, na Primeira guerra do ópio e na Guerra do Pacífico. Morreu a bordo do navio inglês Cotopaxi, em Tenerife .

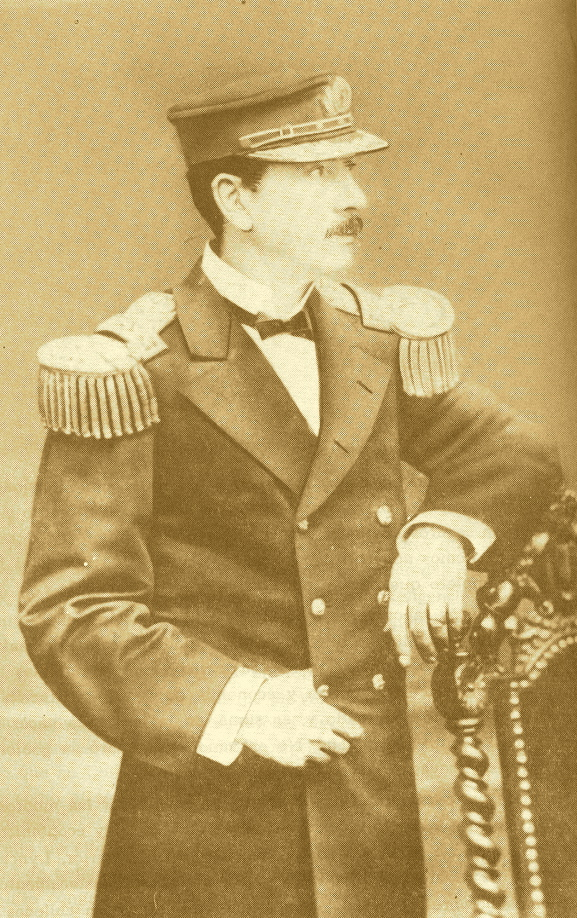
Patricio Lynch